# Chloridzelle

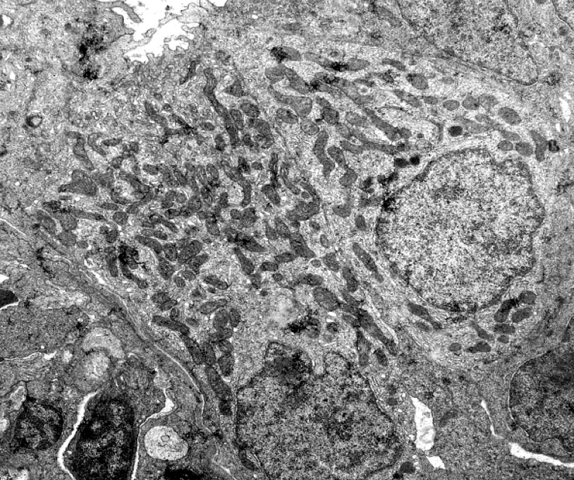
Chlorid-Zelle, Synonym für mitochondrienreiche Zelle

Chloridzellen sind Zellen, die von vielen Tierarten zur Osmoregulation eingesetzt werden, die in salzhaltigen Umgebungen wie dem Meer leben. Alle Tiere, die diese Zellen besitzen, sondern durch diese überschüssiges Salz ab, das ansonsten ihre Osmoregulation stören würde. Sie erlauben es ihnen beispielsweise, Meerwasser zu trinken. Die Aktivität dieser Zellen wird sowohl durch Hormone als auch durch Innervation gesteuert.

## Tiere mit Chloridzellen
Marine Knochenfische besitzen diese Zellen in ihren Kiemenepithelien. Durch diese Zellen können sie das Salz, das sie beim Trinken aufgenommen haben, an das Meerwasser abgeben. Ebenso besitzen Knorpelfische wie Haie und marine Rochen diese Zellen in ihren Rektaldrüsen.
Alle marinen Vögel besitzen in den Nasendrüsen ähnliche Zellen, die ein salziges Sekret absondern. Diese Vögel können dadurch durch Trinken von Salzwasser ihre Osmolarität, das heißt den Salzgehalt in ihren Körperflüssigkeiten, konstant halten.
Die Meerechsen auf den Galapagosinseln besitzen keinen Zugang zu Süßwasser und sind ständigem Wasserverlust durch Sonneneinstrahlung ausgesetzt. Durch das Trinken von Meerwasser und der Salzausscheidung über diese Zellen gelingt es den Tieren in dieser Umgebung, ihre Osmolarität auf einem passenden Niveau zu halten.

## Zellulärer Mechanismus
Die Chloridzellen sitzen im Epithelgewebe der Tiere und sind von den so genannten Akzessorischen Zellen umgeben, die über Schlussleisten mit ihnen in Verbindung stehen. Diese Leisten sind durchlässig für Natrium-Ionen. In der basolateralen Membran der Chloridzellen sitzen mehrere für ihre Funktion wichtige Kanäle bzw. Transporter. Eine Natrium-Kalium-Pumpe sorgt, unter ATP-Verbrauch, für einen steilen Natrium-Gradienten außerhalb der Zelle. Sie pumpt zwei Kalium-Ionen nach innen und drei Natrium-Ionen nach außen. Über einen Natrium-Kalium-Chlorid-Cotransporter in der basolateralen Membran gelangt Chlorid in die Zelle und strömt durch einen Kanal an der apikalen Membran ins Umgebungsmedium. Natrium folgt  aus der extrazellulär Flüssigkeit über die Schlussleisten, dadurch kommt es im Organismus zum Ladungsausgleich.